# Transformations de Lorentz du champ électromagnétique
Les transformations de Lorentz du champ électromagnétique permettent de déterminer ce que devient le couple champ électrique - magnétique {\displaystyle ({\vec {E}},{\vec {B}})} quand on passe d'un référentiel inertiel à un autre sans avoir à résoudre (à nouveau) les équations de Maxwell pour les déterminer.

## Introduction
Les mesures réalisées par un observateur dépendent du référentiel depuis lequel elles sont réalisées. Par exemple, la vitesse d'un corps varie suivant le référentiel dans lequel on la mesure : la vitesse d'un bateau mesurée par rapport à la berge est différente de celle mesurée par rapport à l'eau du fleuve dans lequel il se déplace.
Certaines grandeurs sont indépendantes du référentiel dans lequel on les mesure. Par exemple, quand on passe d'un référentiel galiléen à un autre référentiel galiléen, l'accélération est une grandeur dont la mesure est conservée.
Selon les principes de la relativité galiléenne, les lois de Newton sont telles que la mesure d'une force doit être invariante d'un référentiel galiléen à un autre. En mécanique classique (ou newtonienne), on dit que les lois physiques doivent être covariantes par transformation galiléenne. En d'autres mots, il faut que les forces qu'on peut déduire de ces lois aient la même expression dans tout référentiel galiléen.
Suivant ce principe, l'expression de la force électromagnétique :
{\displaystyle {\vec {F}}=q{\vec {E}}+q{\vec {v}}\times {\vec {B}}}
est donc invariante à la suite de ce passage de référentiel.
Étant donné que l'expression fait intervenir la vitesse {\displaystyle {\vec {v}}}, qui n'est pas invariante mais que l'expression de la force doit rester invariante, on en déduit que :
{\displaystyle {\vec {E}}} et {\displaystyle {\vec {B}}} ne peuvent être invariants.
En conséquence, la valeur qu'un observateur doit donner aux champs électrique et magnétique dépend du référentiel galiléen où ils sont mesurés.

## Approximation galiléenne
Soit :
un référentiel {\displaystyle S{\frac {}{}}} dans lequel on mesure {\displaystyle {\vec {E}}} et {\displaystyle {\vec {B}}}
un référentiel {\displaystyle S'{\frac {}{}}} dans lequel on mesure {\displaystyle {\vec {E'}}} et {\displaystyle {\vec {B'}}}
{\displaystyle {\vec {u}}}, la vitesse de {\displaystyle S'{\frac {}{}}} mesurée dans {\displaystyle S{\frac {}{}}}.
On a :
| {\displaystyle {\vec {E'}}={\vec {E}}+{\vec {u}}\times {\vec {B}}} {\displaystyle {\vec {B'}}={\vec {B}}} |

### Application: électron dans un champ magnétique (mécanique newtonienne)

#### Description du problème
Considérons un électron se déplaçant avec une vitesse v dirigée suivant x dans une zone où existe un champ d'induction magnétique vertical uniforme : 
{\displaystyle {\vec {B}}=B{\vec {e}}_{z}}
et cherchons à déterminer la force électromagnétique appliquée sur lui respectivement dans le référentiel du laboratoire et dans un référentiel qui lui est lié.

#### Calcul des forces
Dans le référentiel du laboratoire,
l'électron est animé d'une vitesse {\displaystyle {\vec {v}}=v{\vec {e}}_{x}}.
Il subit une force :
{\displaystyle {\vec {F}}=q({\vec {E}}+{\vec {v}}\times {\vec {B}})=qvB({\vec {e}}_{x}\times {\vec {e}}_{z})=-qvB{\vec {e}}_{y}}     si le champ électrique est considéré comme nul
Dans un référentiel lié à l'électron, on a :
{\displaystyle {\vec {v'}}={\vec {0}}}.
Suivant le principe des transformations de Lorentz, un observateur mesure dans ce référentiel un champ électrique tel que :
{\displaystyle {\vec {E'}}=-{\vec {B}}\times {\vec {v}}}
On en déduit que l'électron subit une force :
{\displaystyle {\vec {F'}}=q({\vec {E'}}+{\vec {v'}}\times {\vec {B'}})=q(-{\vec {B}}\times {\vec {v}})=-qvB({\vec {e'}}_{z}\times {\vec {e'}}_{x})=-qvB{\vec {e'}}_{y}}
On constate que :
{\displaystyle {\vec {F}}={\vec {F'}}}.
Le principe d'invariance galiléenne est respecté.

#### Analyse
Dans le référentiel du laboratoire la situation est traditionnelle. Elle correspond au déplacement d'une charge devant un aimant.
Dans le référentiel de l'électron, l'observateur considère ce dernier fixe et voit un aimant se déplacer devant lui dans la direction {\displaystyle -{\vec {e'}}_{x}}.
L'origine du champ magnétique est évidente. Il est dû à l'aimant. On peut déduire le champ électrique à partir des transformations de Lorentz du champ EM.
Toutefois, étant donné que les lois de la physique sont covariantes par transformation de référentiel galiléen, l'origine du champ électrique créé par l'aimant doit se déduire des lois physiques qui permettent de déterminer les champs EM c'est-à-dire des équations de Maxwell appliquées à la configuration étudiée.
En particulier, on peut se demander quelle est l'origine du champ électrique qui ne peut être généré que par la translation de l'aimant.
Dans le cas présent, on peut déduire la valeur du champ par application de l'équation de Maxwell-Faraday 
{\displaystyle {\overrightarrow {\mathrm {rot} }}\ {\overrightarrow {E}}\ =\ -\ {\frac {\partial {\overrightarrow {B}}}{\partial t}}}
intégrée sur un rectangle dont un côté est la trajectoire de l'électron et l'autre côté lui est parallèle dans une zone suffisamment éloignée pour que le champ d'induction magnétique y soit nul.

#### Limites du modèle
Si dans l'exemple proposé, on retrouve la covariance, de manière générale, les équations de Maxwell ne sont pas covariantes par transformation galiléenne.
D'ailleurs, l'électromagnétisme « classique », c'est-à-dire étudié dans le cadre de la mécanique newtonienne mène à des paradoxes qui montrent les limites de ce modèle et qui ont amené Einstein à introduire la mécanique relativiste. En 1953, il écrivit à la Société de Physique de Cleveland à l'occasion de la commémoration de l'expérience de Michelson-Morley que « ce qui me conduisit plus ou moins directement à la théorie de la relativité restreinte fut la conviction que la force électromotrice agissant sur un corps en mouvement dans un champ magnétique n'était rien d'autre qu'un champ électrique ».

## Cas relativiste

### Introduction
En mécanique classique, les équations de Maxwell auxquelles on rajoute l'équation de la force de Lorentz devraient donc être covariantes par transformations de référentiel galiléen.
Elles ne le sont pas.
Cela signifie que l'expression des équations de Maxwell n'est pas conservée quand on leur applique une transformation galiléenne. Les équations (de Maxwell) à appliquer pour déterminer les champs EM qu'on utilise dans la force de Lorentz devraient donc changer suivant le référentiel galiléen où on les utilise.
En d'autres termes, si on ne change pas l'expression des équations de Maxwell qu'on utilise quand on change de référentiel galiléen (ce qui est le cas en mécanique relativiste), les champs EM qu'on en déduit ne donnent pas la même expression finale pour la force de Lorentz et donc les mouvements qu'on peut en déduire (en mécanique newtonienne) pour les particules chargées ne sont plus les mêmes.
Le fait que la description du mouvement change selon le référentiel n'est pas acceptable. Le fait que l'expression de lois physiques change quand on passe d'un référentiel galiléen à un autre est problématique car la relativité galiléenne suppose que tous les référentiels galiléens sont équivalents. 
La non covariance des équations de Maxwell par transformation galiléenne et la nécessité d'avoir une description du mouvement cohérente dans tout référentiel a donc amené les chercheurs de l'époque à postuler l'existence d'un référentiel privilégié (ou particulier) où les équations de Maxwell auraient eu la forme qu'on leur connait mais qu'il aurait fallu « corriger » pour les appliquer dans d'autres référentiels. L'idée est similaire à la correction de la loi de Newton que l'on effectue en rajoutant la force centrifuge quand on travaille dans un référentiel non inertiel si ce n'est qu'ici, la correction devrait être apportée même entre référentiels inertiels.
C'est dans ce contexte de la recherche du référentiel inertiel privilégié qu'eurent lieu les expériences sur l'éther.

### Transformations de Lorentz
Voir article principal : Transformations de Lorentz
Toujours dans ce contexte mais dans une approche plus théorique, Lorentz a trouvé à l'époque des transformations qui rendaient les équations de Maxwell et la force de Lorentz covariantes. À cette époque, c'était d'un intérêt purement mathématique puisque les lois de la mécanique (les lois de Newton) doivent être covariantes par transformation galiléenne mais pas par transformation de Lorentz. De plus aucun sens physique ne leur était donné.

### Transformations de Lorentz du champ électromagnétique
Soit :
un référentiel {\displaystyle S{\frac {}{}}} dans lequel on mesure {\displaystyle {\vec {E}}} et {\displaystyle {\vec {B}}}
un référentiel {\displaystyle S'{\frac {}{}}} dans lequel on mesure {\displaystyle {\vec {E'}}} et {\displaystyle {\vec {B'}}}
{\displaystyle {\vec {u}}=u.{\vec {e}}_{x}}, la vitesse de {\displaystyle S'{\frac {}{}}} mesurée dans {\displaystyle S{\frac {}{}}}.
En notant :
{\displaystyle \beta ={\frac {u}{c}}} avec {\displaystyle c{\frac {}{}}} la vitesse de la lumière dans le vide.
{\displaystyle \gamma ={\frac {1}{\sqrt {1-\beta ^{2}}}}}
On a :
| {\displaystyle E'_{x}=E_{x}{\frac {}{}}} {\displaystyle E'_{y}=\gamma (E_{y}-c.\beta B_{z}){\frac {}{}}} {\displaystyle E'_{z}=\gamma (E_{z}+c.\beta B_{y}){\frac {}{}}} {\displaystyle B'_{x}=B_{x}{\frac {}{}}} {\displaystyle B'_{y}=\gamma (B_{y}+{\frac {\beta }{c}}E_{z})} {\displaystyle B'_{z}=\gamma (B_{z}-{\frac {\beta }{c}}E_{y})} |
Pour des vitesses non relativistes ({\displaystyle \beta \ll 1{\frac {}{}}}), on retrouve les équations données plus haut dans l'approximation galiléenne.

### Lien avec la mécanique relativiste (A. Einstein)
Einstein a donné leur sens aux transformations de Lorentz quand il a écrit son article De l'électrodynamique des corps en mouvement reformulant les lois de la dynamique et qu'il a découvert le principe de la relativité de l'espace et des durées.
Dans le paragraphe 6, il exprime que la force magnétique qui agit sur un électron n'est qu'un effet relativiste de la force électrique qui agit sur l'électron vu depuis le référentiel au repos avec lui. Il fait le lien entre forces et champs via les transformations de Lorentz des champs électromagnétiques :
"Si une particule ponctuelle de charge électrique unité est en mouvement dans un champ électromagnétique, la force s'exerçant dessus est égale à la force électrique qui est présente au voisinage de la charge, et que [la force électrique] nous déterminons par transformation du champ dans un système de coordonnées au repos relativement à la charge électrique (nouvelle forme d'expression)"
Le développement de la mécanique relativiste a permis à son tour de simplifier le modèle de Maxwell. On a démontré depuis que l'ensemble des équations de Maxwell pouvaient être démontrées à partir de la seule loi de Coulomb dans le cadre de la mécanique relativiste. Une illustration est donnée par l'exemple d'un électron dans le voisinage d'un fil parcouru par un courant traité dans le modèle relativiste.

## Applications

### Électron dans un champ magnétique uniforme (mécanique relativiste)

#### Description du problème
Le problème est le même que celui décrit plus haut mais on se place maintenant dans le contexte de la relativité restreinte.

#### Calcul des forces
Par rapport au cas étudié dans le cas de la relativité galiléenne, on constate que l'expression du champ électrique dans le référentiel lié à l'électron donne :
{\displaystyle E'_{y}=\gamma (E_{y}-c.\beta B_{z}){\frac {}{}}}
{\displaystyle =-\gamma uB_{z}{\frac {}{}}}
Dans le référentiel du laboratoire, on a :
{\displaystyle {\vec {F}}=q{\vec {E}}+q{\vec {v}}\times {\vec {B}}=-qvB_{z}{\vec {e}}_{y}}
Dans le référentiel lié à l'électron, on a :
{\displaystyle {\vec {F'}}=q{\vec {E'}}+q{\vec {v'}}\times {\vec {B'}}=qE'_{y}{\vec {e}}_{y}=-\gamma quB_{z}{\vec {e}}_{y}}
En notant que :
{\displaystyle {\vec {v}}{\frac {}{}}}, la vitesse de l'électron mesurée dans le référentiel du laboratoire n'est rien d'autre que :
{\displaystyle {\vec {u}}{\frac {}{}}}, la vitesse du référentiel lié à l'électron par rapport au référentiel du laboratoire, on trouve :
{\displaystyle {\vec {F}}=-qvB_{z}{\vec {e}}_{y}}
{\displaystyle {\vec {F'}}=-\gamma qvB_{z}{\vec {e}}_{y}}
Ou encore :
{\displaystyle {\vec {F}}={\frac {1}{\gamma }}{\vec {F'}}}
Ce qui est le résultat attendu.

#### Analyse
Bien que l'expression finale de la force ne soit pas la même suivant le référentiel, ce qui donnerait en mécanique newtonienne une description du mouvement de l'électron différente suivant le référentiel et serait inacceptable, c'est le résultat attendu en mécanique relativiste.

En effet, en dynamique relativiste, le rapport entre l'expression finale de la composante d'une force perpendiculaire au mouvement entre 2 référentiels galiléens doit être dans un rapport {\displaystyle {\frac {1}{\gamma }}} pour que la description du mouvement soit semblable (ou cohérente) dans les 2 référentiels.

Dans le référentiel lié à l'électron, il est également nécessaire d'expliquer la présence d'un champ électrique.